# Il Pigmalione
Personnages
- Pigmalione (ténor)
- Galatea (soprano)

Il Pigmalione (Pygmalion) est un opéra (scena lirica) en un acte, composé en 1816, par Gaetano Donizetti, qui n'avait alors que dix-neuf ans, sur un livret d'Antonio Sografi d'après un épisode des Métamorphoses d'Ovide. Il ne dure qu'une demi-heure, est centré sur l'action réservée au ténor et n'a semble-t-il jamais été joué avant le 13 octobre 1960. C'est le seul opéra de Donizetti avec un sujet mythologique.

## Histoire
Il Pigmalione fut composé en 1816 alors que le jeune Donizetti étudiait la composition musicale à Bologne auprès du Père Stanislao Mattei, peut-être à l'occasion de la visite que lui rendit, en septembre, son ancien professeur Simon Mayr. La partition autographe précise : « commencé le 15 septembre et terminé le 1er octobre 1816 à presque deux heures du matin ».
Le livret est tiré de celui d'Antonio Sografi, lui-même traduit de la scène lyrique de Jean-Jacques Rousseau, qui avait été mis en musique dans les années 1790 par Giovanni Battista Cimadoro (Pimmaglione, Venise, 1790) et par Bonifazio Asioli (1796), dont les œuvres se trouvaient, ainsi que la partition de Rousseau, dans la bibliothèque du Liceo de Bologne.
L'ouvrage ne fut apparemment jamais représenté du vivant du compositeur. La création mondiale eut lieu le  13 octobre 1960 au Teatro Donizetti de Bergame sous la direction du chef d'orchestre Armando Gatti.

## Distribution
| Rôle                 | Type de voix | Interprètes lors de la première le 13 octobre 1960 |
| -------------------- | ------------ | -------------------------------------------------- |
| Pigmalione Pygmalion | ténor        | Doro Antonioli                                     |
| Galatea Galatée      | soprano      | Oriana Santunione-Finzi                            |

## Argument
Durée : environ 30 min
Pygmalion, roi de Crète, a renoncé à l'amour et est devenu sculpteur pour créer l'idéal de la beauté féminine. Il devient si amoureux de sa statue qu'il ne peut plus y travailler de peur de l'abimer. Tourmenté, il prie Vénus dont l'intervention donne vie à Galatée. Celle-ci peut ainsi rendre à Pygmalion son amour.

## Analyse
Il Pigmalione est un modeste travail d'écolier, d'une brève durée d'exécution, et comportant seulement deux rôles ; encore la soprano n'intervient-elle que tout à la fin de l'opéra, ce qui a pour conséquence que « l'intrigue manque de tension dramatique ». 
Les deux rôles, écrits dans des tessitures limitées, sont discrètement ornementés. L'orchestre comprend des cordes, une flûte, un hautbois, deux clarinettes, deux cors et deux bassons. Fait unique dans l'œuvre de Donizetti, la partition n'est pas divisée en numéros, ce qui donne à penser qu'il s'agissait d'un travail d'étudiant non destiné à être représenté.

### Sources
- (en) William Ashbrook, Donizetti and his operas, Cambridge University Press, 1982 -  (ISBN 0-521-27663-2)
- (fr) Piotr Kaminski, Mille et un opéras, Paris, Fayard, Les Indispensables de la musique, 2003, 1829 p.  (ISBN 978-2-213-60017-8)